# Pandemia de gripe A (H1N1) de 2009-2010 en Estonia
La pandemia de gripe A (H1N1), que se inició en 2009, entró en Estonia el 30 de mayo del mismo año. Éste fue el 24º país en reportar casos de gripe A en el continente europeo.

## Historia
El primer caso confirmado en laboratorio el 29 de mayo fue un hombre de 29 años que volvió de los Estados Unidos.
El 3 de junio, dos nuevos casos fueron confirmados. El 7 de junio, el 4º caso fue confirmado en un paciente que también volvió de los Estados Unidos el 4 de junio. 7 nuevos casos fueron confirmados el 26 de junio. Dos de ellos volvían de un viaje a México. Los otros cinco eran estadounidenses que estaban de viaje por Estonia.
Hasta el 29 de abril de 2010 (fecha de la última actualización), Estonia confirmó 738 casos y 21 muertes por la gripe A (H1N1).